# Smeg

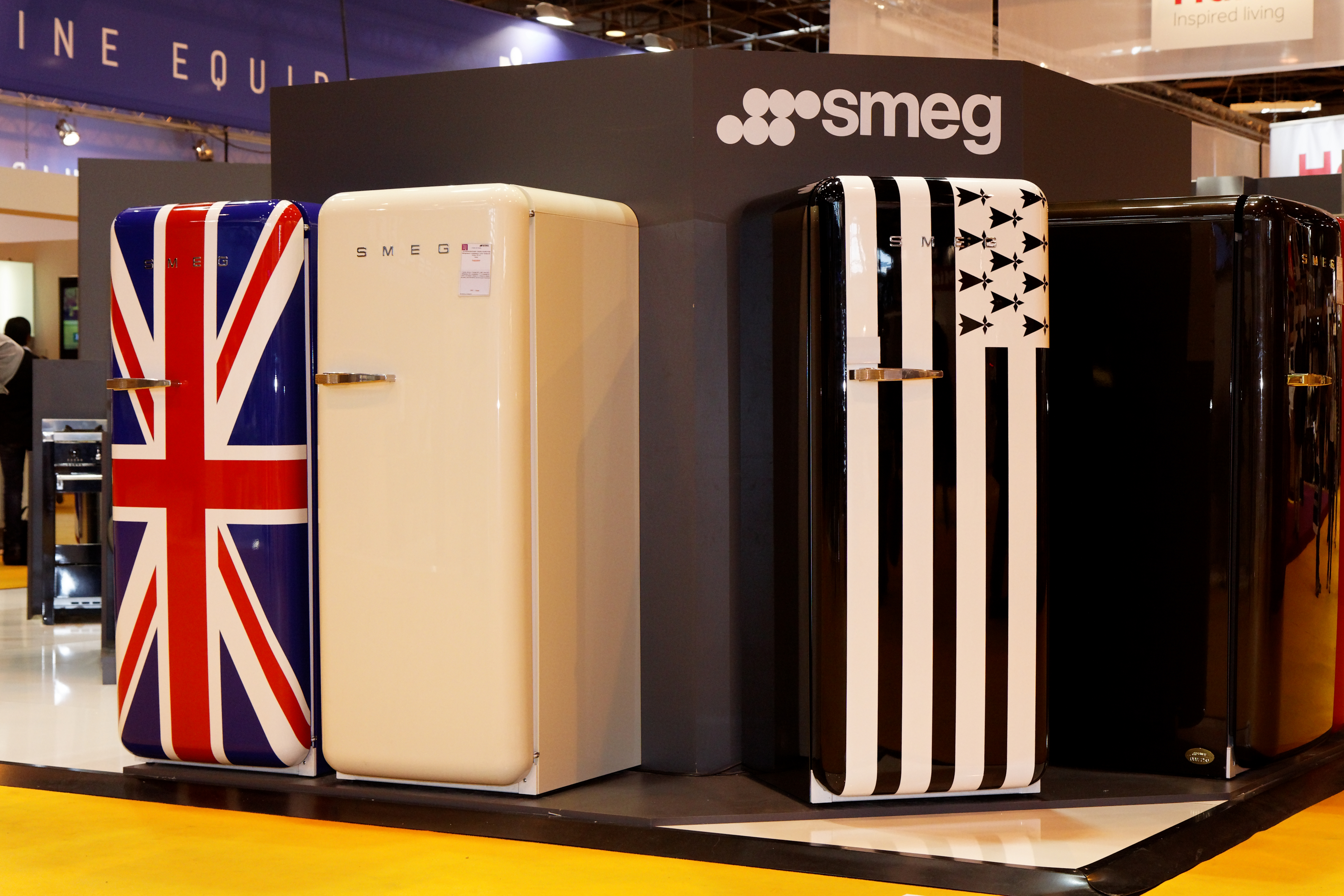
Kylskåp från Smeg i retrostil.

Smeg S.p.A. är en italiensk tillverkare av vitvaror och hushållsapparater. Vittorio Bertazzoni senior grundade företaget 1948 i staden Guastalla, Reggio Emilia i Italien. Familjen Bertazzoni har en historia av entreprenörskap som börjar på 1800-talet. Familjen hade varit smeder men började att bygga kök. De första Bertazzoni-köken visades upp vid världsutställningen i Milano 1906. Företaget är i dag en av Italiens ledande tillverkare av vitvaror och hushållsmaskiner.[källa behövs]
Namnet är en akronym, Smalterie Metallurgiche Emiliane Guastalla, och beskriver företagets ursprungliga verksamhet och geografiska hemvist, och fritt översatt betyder ”Emilianska metallemaljeringsverken i Guastalla”.
Företaget är fortfarande privatägt av familjen Bertazzoni och har sitt internationella huvudkontor i Guastalla. Smeg producerar bland annat ugnar, spisar och kylskåp. Företaget har fått många utmärkelser och priser.[källa behövs] Logotypen formgavs 1977 av Franco Maria Ricci.
År 2019 omsatte koncernen 680 miljoner euro och hade 2 200 anställda i Italien och internationellt.

## Historia
Vittorio Bertazzoni senior grundade Smeg 1948. Specialiserat på metallackering efter kriget upptäckte företaget snabbt möjligheten att utöka produktionen av produkter för att automatisera mer av köket. Under 1950-talet tillverkade Smeg en av de första gasspisarna med automatisk avstängning, säkerhetsventil för ugnen och funktion för programmering/timer.[källa behövs]
År 1963 lanserade företaget sitt tvätt- och diskmaskinsprogram, som år 1970 innehöll en världsnyhet: en 60 cm-diskmaskin med plats för 14 kuvert.[källa behövs] Några år senare lanserade företaget de allra första hällarna och ugnarna konstruerade för att byggas in i köksmöblemang.[källa behövs] Man började då på allvar samarbeta med internationellt kända arkitekter och designers. 
På 1990-talet utökade Smeg sitt produktprogram ytterligare, med exempelvis vaskar, fläktar och färgglada kylskåp i 50-talsstil. Dessa blev snart internationellt kända och typiska för varumärket Smeg.
Smegs egen designstudio, där man bedriver forskning om estetik och stil, har stöd från arkitekter som Guido Canali, Mario Bellini, Renzo Piano, Marc Newson och Giancarlo Candeago.[källa behövs]
Smeg har en lång historia av att arbeta med olika varumärken, från sponsringsaktiviteter med Gilles Villeneuve och Ferrari-teamet från 1979, till samarbeten med Dolce & Gabbana, FIAT, skräddarsydda och begränsade produktserier för Peroni, Mini, Veuve Clicquot, Disney (Musse Pigg) samt samarbeten med Lavazza och Peanuts (Snobben).
År 2014 utvidgade Smeg sitt sortiment och lanserade köksmaskiner, i samma 50-talsstil som kylskåpen. Sortimentet består bland annat av brödrostar, vattenkokare, köksmaskiner och blenders i flera olika färger. År 2020 presenterades en ny kategorigrupp för varumärket: stekpannor och grytor i flera olika modeller och färger.

## Andra sektorer
Efter att ha börjat producera vitvaror till hushållsbruk gick Smeg senare in på den kommersiella marknaden. Smeg Foodservice tillverkar produkter för hotell-, restaurang- och cateringmarknaden och Smeg Instruments levererar desinfektionsutrustning till sjukhus och tandläkarmottagningar.

## Verksamhet
Designen och tillverkningen av Smeg-produkter är koncentrerad till fyra fabriker baserade i norra Italien, var och en specialiserad på en specifik typ av produkter. Smeg har dotterbolag över hela världen, utomeuropeiska kontor och ett omfattande försäljningsnätverk. Smeg har utvecklat en produktsamling i samarbete med arkitekter och designers, inklusive Guido Canali (som också designat företagets huvudkontor i Guastalla), Mario Bellini, Renzo Piano, Marc Newson och deepdesign. 
Smeg utökade sitt produktsortiment med introduktionen av vaskar och fläktkåpor efter att ha köpt företaget Apell, en italiensk tillverkare av fläktar, vaskar och kranar. Under 2019 köpte Smeg också La Pavoni, en historisk tillverkare av espressomaskiner med säte i San Giuliano Milanese.

## Produkter i 1950-talsstil
1997 lanserade Smeg sina kylskåp i retrostil, tillverkade i flera olika färger. Produkterna bär de distinkta SMEG-bokstäverna, har djupa böjda dörrar och tjocka handtag som för tankarna till 1950-talet.
Produkterna kommer i flera olika kyl-frysversioner och färgalternativen har utvidgats till att omfatta bland annat rosa, gult, orange och lime samt specialutgåvor, inklusive en Union Jack-dörr.
Under 2014 utökade Smeg sortimentet i 1950-talsstil ytterligare, med en samling köksmaskiner som bland annat brödrostar, vattenkokare och köksmaskiner. 

## Utmärkelser
- 2007: Domotica-pris för huvudkontorets arkitektur, delat ut under Green Architecture-veckan.
- 2010: Good Design Award[3][specificera källa], tilldelat av Chicago Athenaeum, Museum of Architecture and Design och European Center for Architecture, Art, Design and Urban Studies, för deras FP610SG-ugn och P755SBL-hällen från den innovativa Newson-produktlinjen.
- 2012: Good Design Award för Linea-serien PV175CB-häll.
- 2013: Good Design Award, för Linea-serien SFP140 ugn och SMEG500-kylskåp.
- 2014: Good Design Award, för små hushållsapparater - Smeg köksmaskin SMF01 och brödrost TSF01, Dolce Stil Novo-häll, vinkyl och Victoria Range TRU90BL.
- 2015: Good Design Award, för Victoria TR4110 spis och 60 cm ugn, vattenkokare KLF och blender BLF samt 45 cm ugn Linea.
- 2015: iF Design Award[4][specificera källa], för SMF01-köksmaskin och TSF01-brödrost.
- 2015: Red Dot Design Awards, TSF01-brödrost. Brödrosten har uppfyllt alla kriterier för utvärdering av den professionella juryn.[förtydliga]
- 2016: Good Design Award, för 45 cm vinkyl, sommelierlådan, 60 cm ugn, gashällen med konstnärliga pannställ och den blandade gas/induktions-hällen, allt från det nya Dolce Stil Novo-sortimentet.
- 2016: Red Dot Design Award, TR4110 Victoria-spis har fått "Red Dot: Best of the Best" för högsta designkvalitet och banbrytande design och BLF01-blender för "för hög designkvalitet".
- 2017: Good Design Award för Dolce Stil Novo Blast Chiller, 60 cm och 45 cm ugn från Linea-serien, 90 cm fristående Opera-spis. Dessa produkter åtföljdes av HBF02-stavmixer, CJF01 citruspress och ECF01-espressomaskinen i 1950-talsstil.
- 2017: iF Design Award: Portofino spis och 45 cm Dolce Stil Novo vinkyl.
- 2017: Red Dot Design Award, ECF01-espressomaskin och CJF01-citruspress, CPF9GM Portofino spis och CVI618N Dolce Stil Novo vinkyl.
- 2018: Good Design Award, för den fristående Portofino-spisen på 120 cm med dubbla ugnar, vinkylen från Linea-serien, vakuumlådan, den nya inbyggda espressomaskinen och Dolce Stil Novo-ugnen men också TSF03-brödrosten och DCF01-kaffebryggaren.
- 2018: Red Dot Design Award, SFP6102TVS Linea ugn, fristående spis A1-9 och SAB4604N Dolce Stil Novo Blast Chiller.
- 2019: Good Design Award, SFP6606WTPNR 60 cm Dolce Stil Novo-ugn, SFP9395X1 90 cm Classic-ugn, CGF01-kaffekvarn, MFF01-mjölkskummare.[5][6][7]